# Asteroschema clavigerum
Asteroschema clavigerum is een slangster uit de familie Asteroschematidae.
De wetenschappelijke naam van de soort werd in 1894 gepubliceerd door Addison Emery Verrill.